# 洛伊德·華納
洛伊德·詹姆斯·華納（英語：Lloyd James Waner，1906年3月16日—1982年7月22日），綽號「小毒藥」，為美國職棒大聯盟的外野手。他身高175公分，體重60公斤，不算是身材高大的球員。他和哥哥保羅·華納是海盜隊在1920年代至1930年代間的明星外野手兄弟檔。
華納生涯達成10次單季3成以上打擊率，1938年入選明星賽。兩兄弟合計敲出5611支安打為大聯盟兄弟檔之最，後來華納在1967年入選名人堂。

## 生平

### 早年
華納於1906年生於奧克拉荷馬州哈拉，他和哥哥保羅從小的興趣就是打棒球，而他們的父親以前也是小聯盟球員。化鈉畢業於麥克勞高中，並前往東部中央大學就讀。
1925年，華納進入太平洋岸聯盟打球。1926年，他在B級南大西洋聯盟拿下MVP，也被海盜隊球探相中其身手。

### 職業生涯

#### 生涯早期
1927年，華納登上大聯盟。他的本壘板紀律相當出色，整季打擊率3成55，只被三振23次，而這還是華納生涯單季三振數最高的一年。該年他以133次得分刷新國聯菜鳥得分紀錄。他在世界大賽的打擊率高達4成，不過球隊最終仍遭到洋基隊橫掃。他在生涯前三年累積678支安打為大聯盟之最，並在1927年和1929年成功進入MVP票選前10名。
1929年，在繳出3成53的打擊率後，華納在隔年罹患闌尾炎。這使得他幾乎缺席整個1930年球季，匹茲堡新聞報甚至還以大篇幅報導認為他有極高機率退休。

#### 生涯中期
1931年，華納重返大聯盟。該年他敲出聯盟最多的214支安打，打擊率為3成14。1932年，華納的打擊率高達3成33，不過也只在MVP票選上拿下第13名。1933年，在打擊率只有2成76之後，華納的打擊率愈來愈高。1936年1月，華納的肺炎開始愈來愈嚴重，不過他仍在4月痊癒並回歸球場。而他連兩年的打擊率也逐年進步。1938年，他甚至入選了明星賽。

#### 生涯晚期
1941年後，華納輾轉多支球隊，成為棒球浪人。1945年球季結束後，他認為自己年事已高，因此自行申請離隊，結束他的職棒生涯。
華納生涯擊出2459支安打，哥哥保羅敲出3152支安打。兩人合計敲出5611支安打為大聯盟敲出最多安打的兄弟檔。兩兄弟還曾在1938年9月15日上演背靠背開轟。
由於保羅的綽號叫做「大毒藥」，因此弟弟洛伊德的綽號就是「小毒藥」。兩人曾在1927年合計擊出460支安打。

### 晚年

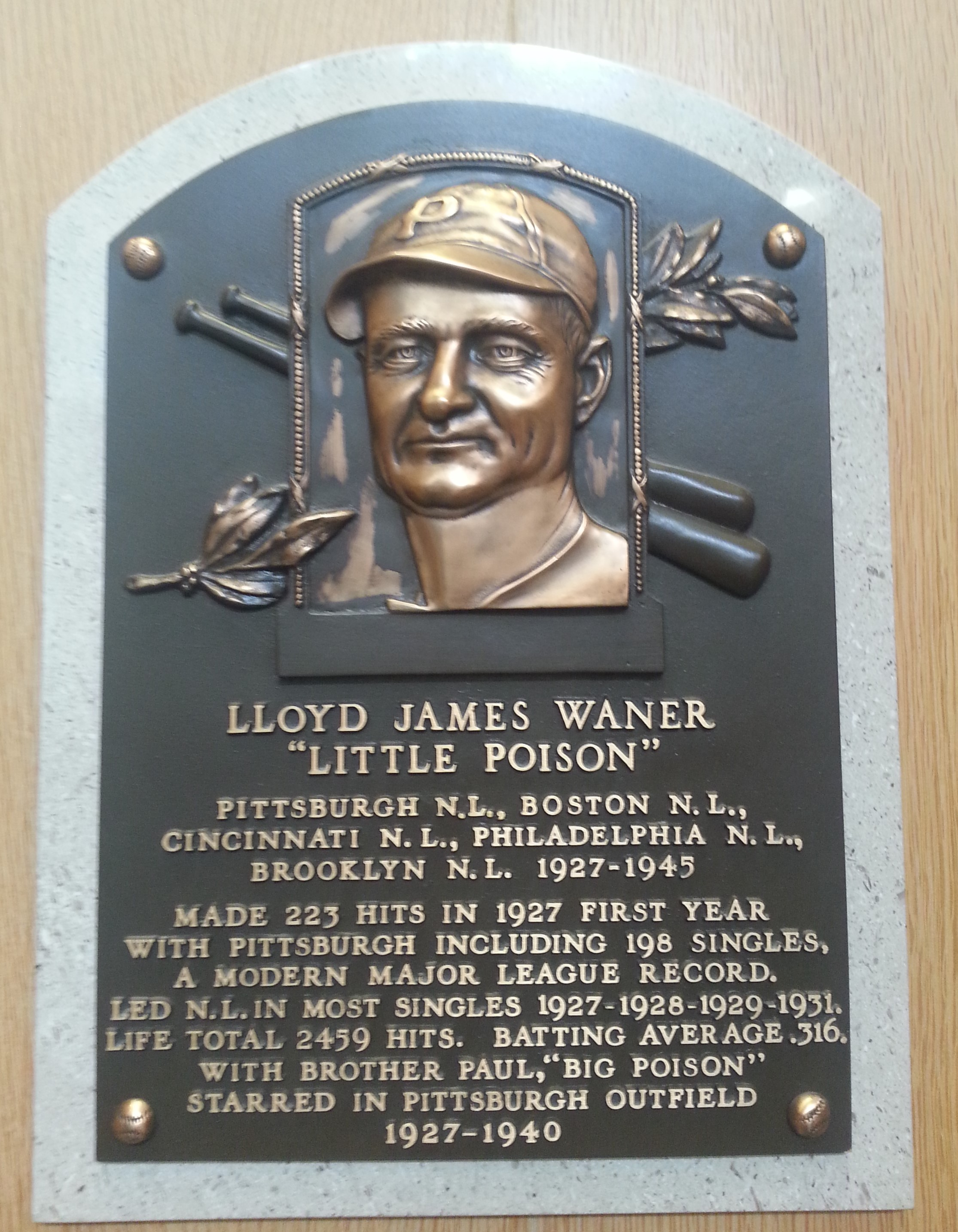
華納的名人堂匾額

1946年至1949年，華納在海盜隊擔任球探，1955年在金鶯隊擔任球探。根據洛伊德的兒子所述，兩兄弟都是重度酒精上癮者，據傳哥哥保羅曾在比賽中醉醺醺地上場。
1950年，華納的大哥拉爾夫因為帶女友吃晚餐被前妻看見，兩人爭吵過後，拉爾夫遭到前妻開槍射殺，享年52歲。
1967年，華納入選名人堂。不過棒球數據專家比爾·詹姆斯認為華納的打擊率數據太過膨脹，不值得入選名人堂。1982年，華納因慢性阻塞性肺病去世，享年76歲。

## 生涯成績
| 出賽次數 | 打席  | 打數  | 得分  | 安打  | 二安 | 三安 | 全壘打 | 打點 | 盜壘 | 保送 | 三振 | 打擊率 | 上壘率 | 長打率 | OPS  |
| -------- | ----- | ----- | ----- | ----- | ---- | ---- | ------ | ---- | ---- | ---- | ---- | ------ | ------ | ------ | ---- |
| 1,993    | 8,337 | 7,772 | 1,201 | 2,459 | 281  | 118  | 27     | 598  | 67   | 420  | 173  | .316   | .353   | .393   | .747 |

## 參看
- 美國職棒大聯盟得分王

## 外部連結
- 球員資訊和成績在MLB，ESPN，Baseball-Reference，Fangraphs（英文）